# 紫杉醇
紫杉醇（英文：paclitaxel, PTX，或稱太平洋紫杉醇），是一種用來治療多種癌症的化療藥物，被以汰癌勝等商品名稱銷售 。可治療的癌症包含卵巢癌、乳癌、肺癌、卡波西氏肉瘤、子宮頸癌和胰臟癌 。使用上藉由靜脈注射注入體內。此外，也有白蛋白附著型的配方（商品名為Abraxane）。
此藥物常見的副作用包含落髮、骨髓功能抑制、手套樣和襪樣麻木（英文：glove-stocking numbness）、過敏反應、肌肉疼痛、腹瀉 。其他嚴重的副作用包含心臟問題、增加感染風險和肺炎 。此外，懷孕期間使用紫杉醇也可能導致胎兒先天缺陷 。紫杉醇被歸類在紫杉烷類藥物，其作用機轉為干擾細胞分裂時微管的正常功能 。
此藥物於1971年首次從太平洋紫杉中分離出，並於1993年批准用於醫學用途，並被列於世界衛生組織的基本藥物清單，此清單羅列了健康系統所需的最有效和最安全的藥物 。發展中國家的批發成本每100毫克約為7.06至13.48美元，而在英國則約為66.85英鎊（約88美元）。目前紫杉醇利用細胞培養製造。

## 结构及合成
作为抗癌药物，紫杉醇的分子结构非常复杂，有11个立体中心和一个17碳的四环骨架结构，因此对紫杉醇分子的全合成和半合成引起世界上许多有机合成小组的兴趣。1992年为止共有30多个研究组参与到紫杉醇的合成中，这在有机合成史上实属罕见。1989年，佛罗里达州立大学的Robert A. Holton以可以从欧洲紫杉（Taxus baccata）中大量提取的10-脱乙酰基巴卡丁为起始原料，完成了紫杉醇的半合成。1994年，Holton又完成了紫杉醇的首次全合成。在这之后，K·C·尼古劳Nicolaou (1994)、Danishefsky (1996)、Wender (1997)、Kuwajima (1998)、Mukaiyama (1998)等五个小组又相继完成了紫杉醇的全合成，各自采取了不同的合成策略。
性状：白色无臭无味的结晶或粉末，不溶于水，易溶于丙酮、氯仿、乙醚等有机溶剂。
白蛋白結合-紫杉醇（nab-paclitaxel，商品名:Abraxane）是一種特殊形態的紫杉醇，將紫杉醇與奈米顆粒白蛋白納結合。紫杉醇許多既有的臨床毒性都與溶劑Cremophor EL有關。因此白蛋白結合-紫杉醇被拿來代替Cremophor EL的使用。 FDA於2005年1月批准了該藥用於聯合化療失敗的轉移性癌症或是給予輔助化療後六個月內復發的乳癌治療。自被批准後，它已被批准用於局部晚期或轉移性非小細胞肺癌和胰腺轉移性腺癌。
下图所示的是有抗癌活性的(−)-紫杉醇的结构：
| 紫杉醇分子 编号 |
| 紫杉醇分子 立体中心构型 |
| [ 13 ] |
| (1S,2S,3R,4S,7R,9S,10S,12R,15S)-4,12-Diacetoxy-151,9- dihydroxy-10,14,17,17-tetramethyl -11-oxo-6-oxatetracyclo [11.3.1.0~3,10~.0~4,7~] heptadec-13-en-2-yl rel-benzoate |
| 5β,20-环氧-1,2α,4,7β,10β,13α-六羟基紫杉烷-11-烯-9-酮-4,10-二乙酸酯-2-苯甲酸酯-13[(2'R,3'S)-N-苯甲酰-3-苯基异丝氨酸酯]                                                    |

## 作用機制
紫杉醇的作用機理主要是去影響微管的正常功能，透過穩定與GDP結合的微管蛋白，從而致使快速分裂的腫瘤細胞在有絲分裂階段被限制而無法分離，將細胞阻斷於細胞周期之G2與M期間，使癌細胞複製受阻斷而死亡。因此紫杉醇在抗癌藥物當中，被視為有絲分裂中的微管抑制劑，另一方面，與紫杉烷類相反，長春花生物鹼的作用機轉是通過抑制微管蛋白聚合來抑制紡錘體形成。 因此，紫杉烷和長春花生物鹼雖都被視為有絲分裂抑制劑，但是它們的機轉差異事實上非常的大，順帶一提， 紫杉烷類也被發現對於放射線相當的敏感 。